# آلخاندرو گوئرا
آلخاندرو گوئرا (انگلیسی: Alejandro Guerra؛ زادهٔ ۹ ژوئیهٔ ۱۹۸۵) بازیکن فوتبال اهل ونزوئلا است.
از باشگاه‌هایی که در آن بازی کرده‌است می‌توان به باشگاه فوتبال اتلتیکو ناسیونال و باشگاه فوتبال پالمیراس اشاره کرد.
وی همچنین در تیم‌های ملی فوتبال Venezuela U20 و ونزوئلا بازی کرده‌است.